# Kanrin Maru
Die Kanrin Maru (japanisch 咸臨丸) war das erste moderne Kriegsschiff Japans. Das Schiff war vom japanischen Bakufu in den Niederlanden in Auftrag gegeben und 1857 in Dienst gestellt worden.

## Übersicht
Das Bakufu bestellte das Schiff  bei dem Schiffsbauer Fop Smit (1777–1866). Stapellauf war März 1857, und im September desselben Jahres erreichte es mit Kapitän Willem Huyssen van Kattendijke (1816–1866) und Marineausbildern Nagasaki. Ihr ursprünglicher Name war Yapan (Japan).
Zunächst diente die Kanrin Maru als Ausbildungsschiff für die Shogunats-Marine in Nagasaki und dann in Edo. Am 9. Februar 1860 verließ die Kanrin Maru, begleitet von der USS Powhatan, den Hafen Uraga (浦賀) am Ausgang der Edo-Bucht zur ersten Überquerung des Pazifik und zum offiziellen Besuch der USA (遣米使節, Kem-Bei shisetsu). Unter dem Kommando von Kimura Kaishū (木村 芥舟; 1830–1901) und mit Katsu Kaishū (1823–1899) als Kapitän, in Begleitung des US-Amerikaners und Marineausbilders John Mercer Brooke (1826–1906) erreichte man am 23. März San Francisco. Nach der offiziellen Begegnung dort (siehe Japanische Gesandtschaft in die Vereinigten Staaten 1860) besuchte man Panama und kehrte am 23. Juni über Honolulu nach Uraga zurück.
Später sorgte die Kanrin Maru für Sicherheit in Kanagawa, besuchte Tsushima und unterstützte die Besiedlung der Ogasawara-Inseln. Während des Boshin-Kriegs schloss sich die Kanrin Maru der Flotte von Enomoto Takeaki an, aber aufgrund des stürmischen Wetters musste sie Shimoda und dann Shimizu anlaufen und wurde von den Truppen der neuen Regierung eingenommen. Später diente die Kanrin Maru als Truppentransporter. 1872 wurde das Schiff abgewrackt.

## Bilder

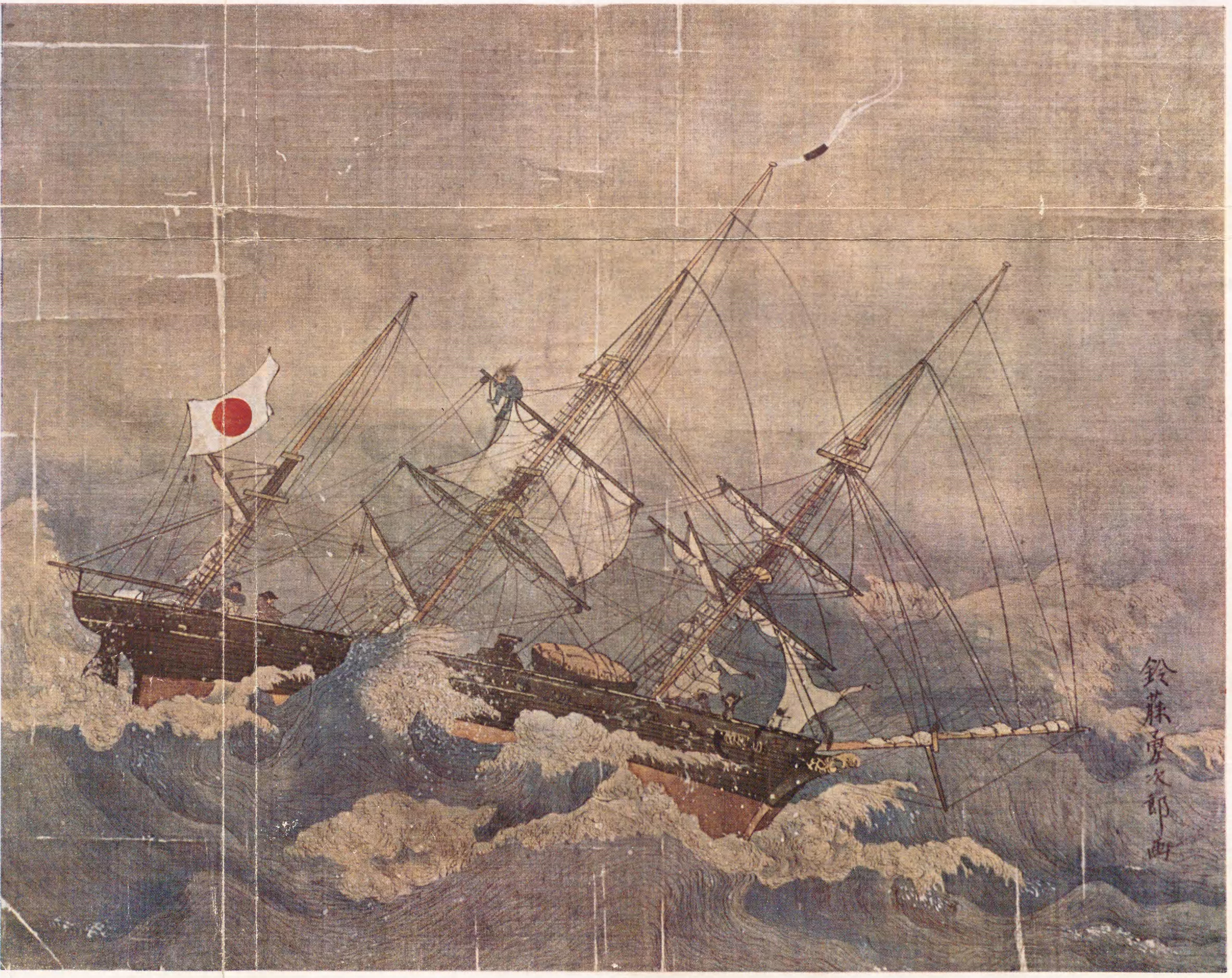
Kanrin Maru (circa 1860)[A 1]
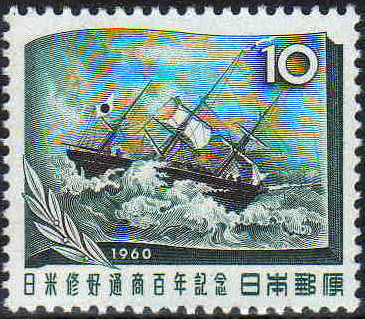
Japanische Briefmarke 1960